# Клубний чемпіонат світу з футболу 2008 (склади)
У таблиці нижче представлені склади команд-учасниць клубного чемпіонату світу з футболу 2007. За 24 години до свого першого матчу вони мали право замінити травмованого футболіста. До складу повинно було входити по 23 гравця, з них 3 — голкіпери. Остаточні списки з 23 осіб необхідно було подати до 5 грудня, вибравши остаточні заявки з попередніх списків по 30 гравців, які подавалися до 5 листопада.

## «Аделаїда Юнайтед»
Головний тренер:  Ауреліо Відмар
| №  | Поз. | Нац.      | Гравець          |
| -- | ---- | --------- | ---------------- |
| 2  | ЗХ   | Австралія | Роберт Корнсвайт |
| 3  | ЗХ   | Бразилія  | Алемао           |
| 4  | ЗХ   | Австралія | Анджело Костанцо |
| 5  | ЗХ   | Австралія | Майкл Валканіс   |
| 6  | ЗХ   | Бразилія  | Кассіо Олівейра  |
| 8  | ПЗ   | Австралія | Крістіан Саркіс  |
| 10 | НП   | Бразилія  | Кріштіану        |
| 11 | ПЗ   | Австралія | Осама Малік      |
| 13 | ПЗ   | Австралія | Тревіс Додд ()   |
| 14 | ЗХ   | Австралія | Скотт Джемісон   |
| 15 | ПЗ   | Австралія | Джонас Саллі     |

| №  | Поз. | Нац.      | Гравець           |
| -- | ---- | --------- | ----------------- |
| 16 | ЗХ   | Австралія | Деніел Маллен     |
| 18 | ПЗ   | Австралія | Фабіан Барбієро   |
| 19 | ЗХ   | Австралія | Саша Огненовскі   |
| 20 | ВР   | Австралія | Юджин Галекович   |
| 21 | ПЗ   | Австралія | Джейсон Спаньуоло |
| 22 | ПЗ   | Бразилія  | Дієго Волш        |
| 23 | ЗХ   | Австралія | Майкл Марроне     |
| 24 | ПЗ   | Австралія | Пол Джеймс Рід    |
| 25 | НП   | Австралія | Роберт Юніс       |
| 30 | ВР   | Австралія | Марк Бірігітті    |
| 40 | ВР   | Австралія | Лукас Андреуччі   |

## «Аль-Аглі»
Головний тренер:  Мануел Жозе
| №  | Поз. | Нац.      | Гравець          |
| -- | ---- | --------- | ---------------- |
| 1  | ВР   | Єгипет    | Амір Абдельхамід |
| 2  | ВР   | Палестина | Рамзі Салех      |
| 5  | ЗХ   | Єгипет    | Ахмад ас-Саєд    |
| 6  | ПЗ   | Єгипет    | Ахмад Седік      |
| 7  | ЗХ   | Єгипет    | Шаді Мухамед ()  |
| 8  | ПЗ   | Єгипет    | Мохамед Баракат  |
| 10 | НП   | Єгипет    | Ахмад Белаль     |
| 11 | ЗХ   | Єгипет    | Саєд Моавад      |
| 12 | ПЗ   | Ангола    | Жілберту         |
| 13 | ПЗ   | Катар     | Хуссейн Яссер    |
| 15 | НП   | Єгипет    | Хані ель-Агазі   |
| 17 | ПЗ   | Єгипет    | Ахмад Хассан     |

| №  | Поз. | Нац.   | Гравець           |
| -- | ---- | ------ | ----------------- |
| 18 | НП   | Єгипет | Осама Хосні       |
| 19 | ПЗ   | Єгипет | Хуссейн Алі       |
| 21 | ЗХ   | Єгипет | Рамі Адель        |
| 22 | ПЗ   | Єгипет | Мохаммед Абутріка |
| 23 | НП   | Ангола | Флавіу Амаду      |
| 24 | ПЗ   | Єгипет | Ахмед Фатхі       |
| 25 | ПЗ   | Єгипет | Хоссам Ашур       |
| 26 | ЗХ   | Єгипет | Ваель Гомаа       |
| 27 | ПЗ   | Єгипет | Моатаз Ено        |
| 31 | ВР   | Єгипет | Ахмед Адель       |
| 32 | ЗХ   | Єгипет | Мохамед Самір     |

## «Гамба Осака»
Головний тренер:  Акіра Нісіно
| №  | Поз. | Нац.     | Гравець           |
| -- | ---- | -------- | ----------------- |
| 1  | ВР   | Японія   | Наокі Мацуйо      |
| 2  | ЗХ   | Японія   | Сота Накадзава    |
| 5  | ЗХ   | Японія   | Сатосі Ямагуті () |
| 6  | ЗХ   | Японія   | Йохей Фукумото    |
| 7  | ПЗ   | Японія   | Ясухіто Ендо      |
| 8  | ПЗ   | Японія   | Сініті Терада     |
| 9  | НП   | Бразилія | Лукас             |
| 10 | ПЗ   | Японія   | Такахіро Футагава |
| 11 | НП   | Японія   | Рюті Бандо        |
| 13 | ПЗ   | Японія   | Мітіхіро Ясуда    |
| 14 | НП   | Японія   | Сокі Хірай        |
| 16 | ПЗ   | Японія   | Хаято Сасакі      |

| №  | Поз. | Нац.     | Гравець           |
| -- | ---- | -------- | ----------------- |
| 17 | ПЗ   | Японія   | Томокадзу Мьодзін |
| 18 | НП   | Бразилія | Роні              |
| 19 | ЗХ   | Японія   | Такумі Сімохіра   |
| 20 | ПЗ   | Японія   | Сю Курата         |
| 21 | ЗХ   | Японія   | Акіра Кадзі       |
| 22 | ВР   | Японія   | Йосуке Фудзігая   |
| 23 | ПЗ   | Японія   | Такуя Такей       |
| 24 | НП   | Японія   | Кента Косіхара    |
| 27 | ПЗ   | Японія   | Хідео Хасімото    |
| 29 | ВР   | Японія   | Ацусі Кімура      |
| 30 | НП   | Японія   | Масато Ямадзакі   |

## «ЛДУ Кіто»
Головний тренер:  Едгардо Бауса
| №  | Поз. | Нац.      | Гравець                 |
| -- | ---- | --------- | ----------------------- |
| 1  | ВР   | Еквадор   | Хосе Франсіско Севальос |
| 2  | ЗХ   | Аргентина | Норберто Араухо         |
| 3  | ЗХ   | Еквадор   | Ренан Кальє             |
| 4  | ПЗ   | Еквадор   | Пауль Амбросі           |
| 5  | ПЗ   | Еквадор   | Альфонсо Обрегон        |
| 7  | ПЗ   | Еквадор   | Луїс Боланьйос          |
| 8  | НП   | Еквадор   | Патрісіо Уррутія ()     |
| 9  | НП   | Еквадор   | Агустін Дельгадо        |
| 10 | ПЗ   | Еквадор   | Еддер Вака              |
| 11 | ПЗ   | Еквадор   | Данні Вака              |
| 13 | ПЗ   | Еквадор   | Нейсер Реаско           |
| 14 | ПЗ   | Еквадор   | Дієго Кальдерон         |

| №  | Поз. | Нац.      | Гравець             |
| -- | ---- | --------- | ------------------- |
| 15 | ЗХ   | Еквадор   | Вільям Араухо       |
| 16 | НП   | Аргентина | Клаудіо Б'єлер      |
| 17 | НП   | Еквадор   | Крістіан Суарес     |
| 19 | НП   | Чилі      | Рейнальдо Навіа     |
| 20 | ПЗ   | Еквадор   | Педро Ларреа        |
| 21 | ПЗ   | Аргентина | Даміан Мансо        |
| 22 | ВР   | Еквадор   | Александер Домінгес |
| 23 | ЗХ   | Еквадор   | Хаїро Кампос        |
| 24 | ПЗ   | Еквадор   | Габріель Еспіноса   |
| 25 | ВР   | Еквадор   | Даніель Вітері      |
| 28 | ПЗ   | Еквадор   | Ісраель Чанго       |

## «Манчестер Юнайтед»
Головний тренер:  Алекс Фергюсон
| №  | Поз. | Нац.           | Гравець           |
| -- | ---- | -------------- | ----------------- |
| 1  | ВР   | Нідерланди     | Едвін ван дер Сар |
| 2  | ЗХ   | Англія         | Гарі Невілл ()    |
| 3  | ЗХ   | Франція        | Патріс Евра       |
| 5  | ЗХ   | Англія         | Ріо Фердінанд     |
| 7  | ПЗ   | Португалія     | Кріштіану Роналду |
| 8  | ПЗ   | Бразилія       | Андерсон          |
| 9  | НП   | Болгарія       | Дімітар Бербатов  |
| 10 | НП   | Англія         | Вейн Руні         |
| 11 | ПЗ   | Уельс          | Раян Гіггз        |
| 13 | ПЗ   | Південна Корея | Пак Чі Сон        |
| 15 | ЗХ   | Сербія         | Неманья Видич     |
| 16 | ПЗ   | Англія         | Майкл Каррік      |

| №  | Поз. | Нац.              | Гравець        |
| -- | ---- | ----------------- | -------------- |
| 17 | ПЗ   | Португалія        | Нані           |
| 18 | ПЗ   | Англія            | Пол Скоулз     |
| 19 | НП   | Англія            | Денні Велбек   |
| 21 | ЗХ   | Бразилія          | Рафаел         |
| 22 | ЗХ   | Ірландія          | Джон О'Ші      |
| 23 | ЗХ   | Північна Ірландія | Джонні Еванс   |
| 24 | ПЗ   | Шотландія         | Даррен Флетчер |
| 28 | ПЗ   | Ірландія          | Даррон Гібсон  |
| 29 | ВР   | Польща            | Томаш Кущак    |
| 32 | НП   | Аргентина         | Карлос Тевес   |
| 40 | ВР   | Англія            | Бен Амос       |

## «Пачука»
Головний тренер:  Енріке Меса
| №  | Поз. | Нац.      | Гравець              |
| -- | ---- | --------- | -------------------- |
| 1  | ВР   | Колумбія  | Мігель Калеро ()     |
| 2  | ЗХ   | Мексика   | Леобардо Лопес       |
| 3  | ЗХ   | Парагвай  | Хуліо Сесар Мансур   |
| 4  | ЗХ   | Мексика   | Марко Іван Перес     |
| 6  | ПЗ   | Мексика   | Хайме Корреа Кордоба |
| 7  | ПЗ   | Аргентина | Даміан Альварес      |
| 8  | ПЗ   | Мексика   | Габріель Кабальєро   |
| 9  | НП   | Аргентина | Бруно Маріоні        |
| 10 | НП   | Бразилія  | Крістіан             |
| 11 | НП   | Мексика   | Хосе Марія Карденас  |
| 12 | ПЗ   | Мексика   | Хуан Карлос Рохас    |
| 13 | НП   | Мексика   | Едвін Борбоа         |

| №  | Поз. | Нац.      | Гравець               |
| -- | ---- | --------- | --------------------- |
| 15 | ПЗ   | Мексика   | Луїс Монтес           |
| 16 | ПЗ   | Мексика   | Херальдо Родрігес     |
| 18 | ПЗ   | США       | Хосе Франсіско Торрес |
| 19 | ПЗ   | Аргентина | Крістіан Хіменес      |
| 21 | ЗХ   | Мексика   | Фаусто Пінто          |
| 22 | ЗХ   | Мексика   | Пауль Агілар          |
| 23 | ВР   | Мексика   | Карлос Веласкес       |
| 24 | ПЗ   | Мексика   | Рауль Мартінес        |
| 27 | ПЗ   | Мексика   | Еді Брамбіла          |
| 29 | НП   | Мексика   | Віктор Манон          |
| 30 | ВР   | Мексика   | Родольфо Кота         |

## «Вайтакере Юнайтед»
Головний тренер:  Кріс Мілічіч
| №  | Поз. | Нац.               | Гравець           |
| -- | ---- | ------------------ | ----------------- |
| 1  | ВР   | Нова Зеландія      | Річард Гіллеспі   |
| 2  | ЗХ   | Нова Зеландія      | Джонатан Перрі    |
| 3  | ЗХ   | Нова Зеландія      | Аарон Скотт       |
| 5  | ЗХ   | Нова Зеландія      | Денні Хей         |
| 6  | ЗХ   | Нова Зеландія      | Хоне Фаулер       |
| 7  | НП   | Нова Зеландія      | Деніел Елленсон   |
| 8  | ПЗ   | Уельс              | Пол Сімен         |
| 9  | НП   | Соломонові Острови | Бенджамін Тоторі  |
| 10 | НП   | Нова Зеландія      | Аллан Пірс        |
| 11 | ПЗ   | Англія             | Ніл Сайкс         |
| 12 | НП   | Фіджі              | Рой Крішна        |
| 13 | НП   | Нова Зеландія      | Даніель Копрівчіч |

| №  | Поз. | Нац.          | Гравець         |
| -- | ---- | ------------- | --------------- |
| 14 | ПЗ   | Нова Зеландія | Джефф Кемпбелл  |
| 15 | ПЗ   | Уельс         | Крістофер Бейл  |
| 16 | ПЗ   | Англія        | Ніл Емблен      |
| 17 | ПЗ   | Нова Зеландія | Джейк Батлер    |
| 19 | ПЗ   | Нова Зеландія | Мікаель Мандей  |
| 20 | ЗХ   | Нова Зеландія | Джейсон Роулі   |
| 21 | НП   | Нова Зеландія | Кейн Вінсент    |
| 22 | ВР   | Англія        | Ден Робінсон    |
| 23 | ПЗ   | Нова Зеландія | Корі Хітчен     |
| 28 | ВР   | Нова Зеландія | Шон Даулінг     |
| 29 | ПЗ   | Бразилія      | Адріано Пімента |